# Xã Bachelor, Quận Greenwood, Kansas
Xã Bachelor (tiếng Anh: Bachelor Township) là một xã thuộc quận Greenwood, tiểu bang Kansas, Hoa Kỳ. Năm 2010, dân số của xã này là 193 người.